# پومپنای
پومپنای (به لاتین: Pumpėnai) یک شهرک در لیتوانی است که در شهرستان پانه‌وژیس واقع شده‌است. پومپنای ۸۵۵ نفر جمعیت دارد.